# الحدید (روزنامه)
الحدید یک نشریهٔ آموزشگاهی و یکی از روزنامه‌های محلی و تأثیرگذار تبریز در دوران پیش از مشروطیت بود که در دو دورهٔ متفاوت به چاپ رسید. دورهٔ نخست آن در سال ۱۳۱۵ قمری (۱۸۹۷ میلادی) با مدیریت سید حسین‌خان عدالت آغاز شد، اما تنها دو یا سه شماره از آن منتشر شد و سپس متوقف گردید. دورهٔ دوم از سال ۱۳۲۳ قمری با مدیریت سید محمد شبستری (ملقب به ابوالضیاء) از سر گرفته شد و تا سال ۱۳۲۴ قمری ادامه یافت.
نخستین کسی که در ایران، آشکارا از لزوم تحصیل دختران که مادران آینده‌اند، سخن راند و مطلب نوشت، سید حسین خان عدالت در روزنامه الحدید بود.

## دورهٔ اول
انتشار اولیهٔ الحدید در سال ۱۳۱۵ قمری در تبریز توسط سید حسین‌خان عدالت، مدیر روزنامهٔ عدالت صورت گرفت. بنابر تقریظی از میرزا رضاخان رفعت در شمارهٔ اول دورهٔ دوم، این دوره تنها دو شماره انتشار یافته و سپس تعطیل شد. هدف روزنامه در این دوره، پرداختن به صنعت، تجارت و زراعت عنوان شده بود.

## دورهٔ دوم
دورهٔ دوم از پنج‌شنبه، ۲ جمادی‌الاول ۱۳۲۳ قمری، با مدیریت سید محمد شبستری آغاز شد. این دوره ابتدا با نام حدید آغاز و از شمارهٔ ۱۸ به الحدید تغییر نام یافت. روزنامه در چهار صفحه به قطع وزیری متوسط و با چاپ سربی در مطبعهٔ خلیفه‌گری ارامنه چاپ می‌شد و سپس به چاپ سنگی با خط نستعلیق در مطبعهٔ «استاد مشهدی اسد آقا زیدالله توفیقه» منتقل شد. انتشار آن دوبار در هفته (دوشنبه و چهارشنبه) و سپس هفتگی شد.
محتوای الحدید ترکیبی از مقالات سیاسی، اجتماعی، ترجمهٔ متون ادبی (از جمله پاورقی «فتاة غسان» اثر جرجی زیدان) و اخبار داخلی و خارجی بود. مقالهٔ افتتاحیه با عنوان «سبب نگارش» دربردارندهٔ بیانیه‌ای ادیبانه در دفاع از ضرورت روشنگری و آگاهی‌بخشی مطبوعاتی بود.

## توقف انتشار
به نظر می‌رسد شمارهٔ ۱۴ سال دوم (۴ جمادی‌الاول ۱۳۲۴ ق) آخرین شمارهٔ منتشرشدهٔ الحدید باشد. بنابر نقل قول از محمدعلی تربیت، این نشریه تا حوالی آغاز مشروطیت منتشر می‌شده است.